# Arevalillo
Arevalillo település Spanyolországban, Ávila tartományban. Arevalillo Narrillos del Álamo, Horcajo Medianero, Martínez, Zapardiel de la Cañada, Becedillas, Collado del Mirón és El Mirón községekkel határos. Lakosainak száma 58 fő (2024).

## Népesség
A település lakosságának változását az alábbi diagram mutatja:
| Lakosok száma | 131  | 120  | 121  | 118  | 114  | 87   | 86   | 73   | 67   | 58   |
|               | 2001 | 2004 | 2006 | 2009 | 2011 | 2014 | 2016 | 2019 | 2021 | 2024 |